# Castelo dos Mouros
Il Castelo dos Mouros è un castello che si trova nel distretto di Lisbona e che è parte integrante del paesaggio culturale di Sintra, uno dei Patrimoni dell'umanità del Portogallo.
Come si evince dal nome, il castello è di origine moresca, ma l'attuale edificio è il risultato di una ristrutturazione effettuata nel XIX secolo. Dalle mura e dalle torri del castello è possibile ammirare la città di Sintra con il suo palazzo reale, così come il Palácio da Pena.